# J. B. Blanc
Jean-Benoît "J. B." Blanc (París, 13 de febrero de 1969) es un actor de doblaje y productor de cine y televisión francés.

## Biografía
Blanc nació en París, hijo de padre francés y de madre británica. Se trasladó a Inglaterra con su madre a la edad de cinco años, donde fue educado en la Escuela Bramcote en Scarborough, Yorkshire del Norte y la Escuela Sedbergh en Sedbergh, Cumbria. A la edad de 16 años, audicionó con éxito para el National Youth Theatre. En 1987, fue aceptado en la Real Academia de Arte Dramático (RADA), la persona más joven en hacerlo ese año. Se graduó en 1990 y, después de un corto viaje sabático, comenzó su carrera en el teatro.

## Filmografía

### Series Animadas
- Arcane – Vander
- Avengers Assemble – Mangog
- Be Cool, Scooby-Doo! – Colander, Vic[1]
- Beware the Batman – Alfred Pennyworth, Baticomputadora, The Key, Lunkhead, Voces adicionales
- Pantera Negra – Batroc, Caballero Negro, Male Cannibal, Voces adicionales[2]
- Guardianes de la Galaxia – Titus[3]
- Hulk and the Agents of S.M.A.S.H. – Fantasma Rojo[4]
- Huntik – Guggenheim
- Peter Rabbit – Sr. Bouncer, Tommy Brock
- Pickle and Peanut – Bloodbeard, Pierre, Voces adicionales[5][6][7]
- Randy Cunningham: 9th Grade Ninja – Voces adicionales
- The Avengers: Earth's Mightiest Heroes – Demoledor, Heimdall, Voces adicionales
- Transformers: Rescue Bots – Ansel Ambrose
- TripTank – Varias voces[8]
- Turbo FAST – Aiden Hardshell, Ari Goldfish, Snail Vendor
- Ultimate Spider-Man – Titus

## Games
- Apex Legends Caustic, Kuben Blisk
- Titanfall 2 Kuben Blisk